# Aetea truncata
Espèce
Aetea truncata est une espèce de bryozoaire de la famille des Aeteidae. Cet ectoprocte est présent dans plusieurs océans : notamment en mer du Nord et dans les eaux néo-zélandaises. L'holotype a été récolté dans les eaux britanniques avec pour nom scientifique original Anguinaria truncata. L'espèce est une proie du nudibranche Limacia clavigera. Organisme épibionte, l'espèce s'observe parfois sur les colonies de Chartella tenella.